# Cucina del Rio Grande do Sul

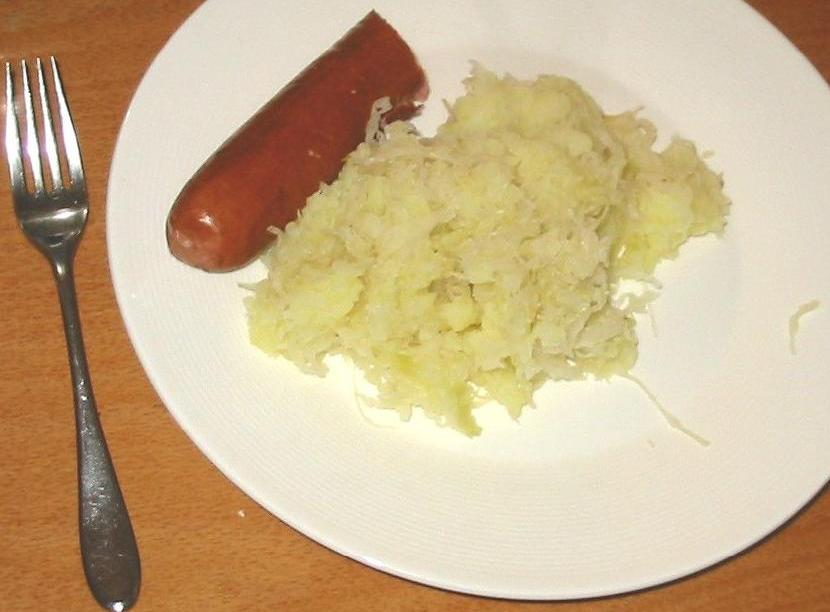
Chucrute (sauerkraut) con salsicce

La cucina del Rio Grande do Sul è la cucina dello stato di Rio Grande do Sul in Brasile; ha come tradizione il consumo di carne charqui ed il churrasco,

## Storia
Ha avuto forti influenze, dal XIX secolo in poi, dall'immigrazione italiana (piemontese, lombarda e successivamente veneta) e tedesca.
Dalle influenze indos, portoghesi e spagnole e poi nata nelle campagne la cosiddetta cucina Campanha, in particolare nella regione Sudoeste Rio-Grandense mentre con più caratteristiche urbane è la cucina delle regioni in cui sono cresciute le missioni religiose.
Tra i piatti più famosi ci sono: churrasco, il riso del carreteiro e il galeto ao Primo Canto, tra i più recenti il bauru gaúcho